# Cheri Oteri
Cheryl Ann Oteri (Upper Darby, 19 de setembro de 1962), também conhecida como Cheri Oteri, é uma atriz e comediante americana. Ela fez parte do elenco de Saturday Night Live entre 1995 a 2000. Cheri interpretou a repórter Gail Hailstorm no primeiro filme da franquia Scary Movie. Participou de vários outros filmes de comédia, como Liar Liar, Inspetor Bugiganga, Pequenos Guerreiros, Dumb and Dumberer: When Harry Met Lloyd e Grown Ups 2. Ela também dublou alguns personagens, como Bela Adormecida em Shrek Terceiro e a mãe de Lucas em The Ant Bully.